# Еуген Шмит
Еуген Стал Шмит (дан. Eugen Schmidt; Копенхаген, 17. фебруар 1862 — Олборг, 7. октобар 1931) био је дански спортиста, стралац и потезач конопца, учесник Олимпијских игара 1896. у Атини и 1900. у Паризу.
На Олимпијским играма 1896. учествовао је у такмичењу у стрељаштву у дисцилпини војничка пушка 200 метара. Шмит је поделио 12 место, са Грком Спиридон Стаисом са 845 кругова, погодивши мету 12 пута од 40 метака.
Те 1896. Шмит се такмичио и у трци на 100 метара. Био је четврти у другој групи и није се квалификовао за финале.
Са још двојицом Данаца и тројицом Швеђана учествовао је у надвлачењу конопца. Њихова мешовита екипа победила је Француску са 2:0 и тако освојила златну медаљу. Медаља коју је освојио МОК није приписао Данској него Мешовитом тиму.
На Олимпијски играма 1912. у Стокхолму био је вођа данског олимпијског тима.